# Denver Pioneers

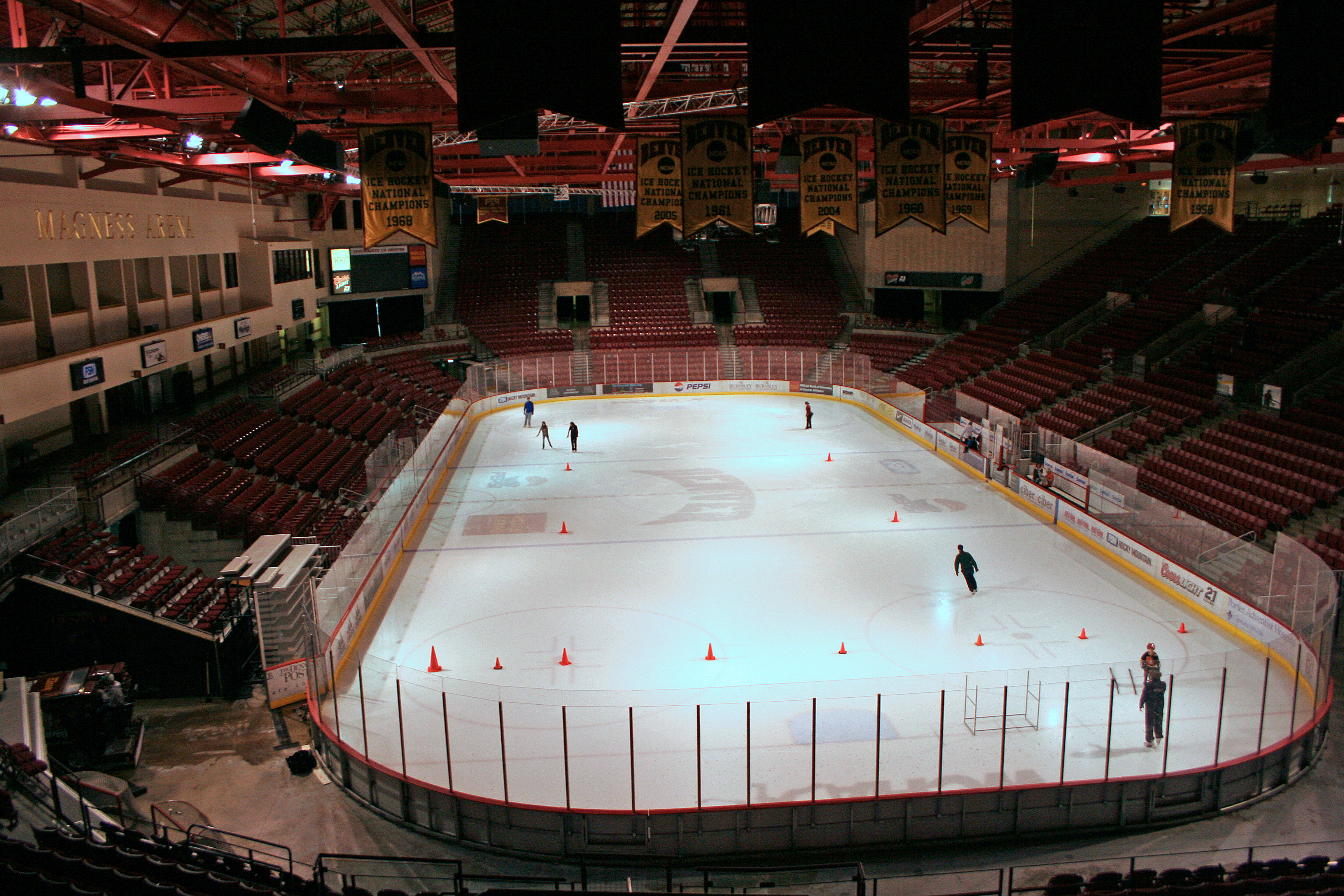
Magness Arena

Denver Pioneers (español: Pioneros de Denver) es el equipo deportivo de la Universidad de Denver, situada en Denver, Colorado. Los equipos de los Pioneers participan en las competiciones universitarias organizadas por la NCAA, y forma parte de la Summit League, salvo el equipo de hockey sobre hielo, que forma parte de la National Collegiate Hockey Conference, el equipo de gimnasia femenina, que forma parte de la Big 12 Conference, y los equipos de lacrosse masculino y femenino, que forman parte de la Big East Conference.

## Programa deportivo
Los Pioneers participan en las siguientes modalidades deportivas:
| - Masculino - Hockey sobre hielo - Baloncesto - Lacrosse - Natación - Golf - Fútbol - Tenis | - Femenino - Baloncesto - Lacrosse - Natación - Golf - Fútbol - Tenis - Gimnasia - Voleibol | - Coeducacional - Esquí |

### Hockey sobre hielo
El programa de hockey sobre hielo es uno de los más exitosos de la universidad, al haber ganado en 10 ocasiones el título de Campeón de la NCAA, los más recientes en 2024. Más de 50 jugadores de los Pioneers han llegado a la NHL, contando con 9 representantes en la actualidad.

### Baloncesto
El éxito más reciente es el título de conferencia logrado en 2005. Un total de 7 jugadores han llegado a la NBA, siendo el más destacado Byron Beck, que fue una estrella en la ABA.

### Esquí
El esquí es otro de los deportes dominantes de la Universidad de Denver, con 18 títulos nacionales conseguidos, incluidos el más reciente, en 2005, y los 3 consecutivos entre 2001 y 2003.